# Данилів Володимир-Юрій
Дани́лів Володимир-Юрій (24 липня 1921, с. Острожець, нині Мостиського району Львівської області — 13 квітня 2002, Торонто) — правознавець, громадський діяч.

## Біографія
1944 виїхав до Австрії. Здобув ступінь доктора політичних наук в Іннсбруцькому університеті (1950), студіював право також в університетах Відня (1952) та Саскачевана (Канада, 1956). Від 1960 — власник адвокатської канцелярії в Торонто. Від 1978 очолював Комітет для створення «Катедри українських студій при Торонтонському університеті» (згодом — Фундація катедри українських студій). Засновник і президент Українського товариства адвокатів Канади, президент Об’єднання українсько-канадських професіоналістів і підприємців (1977—1979), голова Українського народного дому в Торонто (від 1985). Один із засновників Міжнародної комісії дослідження голодомору в Україні 1932—33, член Комітету захисту І. Дем’янюка. У перекладі з німецької мови опублікована його книга «Солідарність і солідаризм» (Київ, 2000). Засновано 2002 Фундацію ім. Даниліва, діяльність якої спрямована на дослідження політичного, економічного і соціального життя в Україні. Пам’яті Даниліва присвячено збірник «Душею завжди з Україною» (Київ, 2003). 